# (2203) van Rhijn
(2203) van Rhijn (1935 SQ1) – planetoida z grupy pasa głównego asteroid okrążająca Słońce w ciągu 5,49 lat w średniej odległości 3,11 au. Odkryta 28 września 1935 roku.